# 28. listopada
28. listopada (28. 10.) 301. je dan godine po gregorijanskom kalendaru (302. u prijestupnoj godini).
Do kraja godine imaju još 64 dana.

## Događaji
- 312. – Bitka kod Milvijskog mosta, rimski car Konstantin pobjeđuje uzrupatora Maksencija; uvod u Milanski edikt i slobodu kršćanstva
- 1882. – Nakon pobjede Narodne stranke, u Splitu prvi put voljom naroda izabrana hrvatska gradska uprava
- 1906. – Odigrana prva javna nogometna utakmica u Zagrebu (HAŠK – PNIŠK 1:1)
- 1918. – Stvorena je Čehoslovačka
- 1950. – Osnovana Torcida, navijačka skupina Hajduka.
- 1958. – Kardinal Roncalli je izabran za papu Ivana XXIII.
- 1962. – John Fitzgerald Kennedy i Nikita Hruščov postigli sporazum čime je riješena Kubanska raketna kriza
- 1965. – Tijekom Drugog vatikanskog koncila objavljena povijesna deklaracija Katoličke Crkve Nostra Aetate: "Židove se ne smije prikazivati kao odbačene ili proklete od Boga. Isto tako, Židove u suvremenom vremenu ne može se držati krivima za događaje iz doba Novog zavjeta."[1]
- 1991. – Osnovana 136. brigada HV, Slatina iz 64. samostalnog bataljuna
- 1991. – Formirana 138. brigada HV "Goranski risovi", Delnice
- 1991. – Postrojbe TO pobunjenih hrvatskih Srba počinile pokolj nad hrvatskim civilima u Lipovači.
- 1991. – Zrakoplovstvo JNA bombardiralo je pogranični gradić Barču u Mađarskoj, zbog čega je prosvjedovala mađarska vlada.

| Rođenja 28. listopada 11. stoljeće 1017. – Henrik III. , njemačko-rimski car († 1056. ) 15. stoljeće 1465. – Erazmo Roterdamski , nizozemski humanist, književnik, filolog i filozof († 1536. ) 16. stoljeće 1550. – Stanislav Kostka , poljski svetac († 1568. ) 19. stoljeće 1888. – Kārlis Zāle , latvijski kipar i likovni umjetnik († 1942. ) 20. stoljeće 1956. - Mahmud Ahmadinežad , iranski predsjednik 1963. – Eros Ramazzotti , talijanski pjevač 1967. – Julia Roberts , američka filmska glumica 1974. – Joaquin Phoenix , američki filmski glumac 1976. – Luka Peroš , hrvatski glumac 1997. – Taylor Fritz , američki tenisač 1998. – Tena Japundža , hrvatska rukometašica 21. stoljeće 2003. – Luka Stojković , hrvatski nogometaš | Smrti 28. listopada 17. stoljeće 1704. – John Locke , engleski filozof i empirist (* 1632. ) 19. stoljeće 1841. – Johan August Arfwedson , švedski kemičar i otkrivač litija (* 1792. ) 1861. – Ivan Nikitin , ruski pjesnik (* 1824. ) 1895. – Ivan Filipović , hrvatski pedagog i književnik (* 1823. ) 1900. – Max Müller , njemački filolog i orijentalist (* 1823. ) 20. stoljeće 1907. – Đuro Deželić , hrvatski književnik (* 1838. ) 1946. – Bernardo Brixy , hrvatski franjevac i prirodoslovac (* 1882. ) |

## Blagdani i spomendani
- Dan neovisne Čehoslovačke - nacionalni praznik u Češkoj
- Svjetski dan animiranog filma